# Tsubasa Ōzora
Tsubasa Ōzora (大空 翼 Ōzora Tsubasa?), también conocido como Oliver Atom u Oliver Atton, es el protagonista principal de la serie de anime y manga Captain Tsubasa y sus consiguientes series secuelas.

## Historia
Tsubasa es un prodigioso jugador de fútbol, posiblemente el mejor jugador del mundo, que tiene el sueño de conquistar la Copa Mundial de Fútbol con su selección, la japonesa.

### Kid's Dream - Torneo Nacional de Primaria
A principios de la serie, Tsubasa, era solo un muchacho obsesionado con el fútbol, un estudiante de escuela primaria que acaba de mudarse a la ciudad de Nankatsu (dentro de la prefectura de Shizuoka) con su madre. Inmediatamente después de su llegada, intenta explorar la nueva ciudad, y llega al campo de fútbol local donde los jugadores de escuela primaria Nankatsu (“Niupi” o “New Team”), conducida por Ishizaki (Bruce Harper), se disputan con los jugadores de escuela primaria Shutetsu (San Francis) sobre quién debe usar el campo de fútbol. Impresionado por la calidad del portero, Benji Price (Genzo Wakabayashi) de Shutetsu, Tsubasa decide desafiarlo a un duelo. Este es el principio de la amistad y rivalidad entre ambos.
El duelo es observado por Roberto Hongo (Roberto Zedinho), un antiguo miembro de la selección brasileña de fútbol y un amigo del padre de Tsubasa, que se hace su mentor. Unido Tsubasa al equipo de fútbol de la escuela, este encuentra a Taro Misaki (Tom Baker o Tom Misaki) con quién forma una combinación tan perfecta que son llamados "el Dúo De oro", también conoce a Sanae (Patty) la cual se convertirá pronto en la hincha más apasionada de Tsubasa.
Elegido para formar parte en el equipo de la ciudad en el campeonato Nacional, Tsubasa y sus amigos se enfrentarán a rivales importantes como Kojiro Hyuga (“Mark Lenders” o Steve Hyuga), quién será uno de los rivales más fuertes de Tsubasa en Japón, así como "Ken Wakashimazu" (Ed Warner o Richard Tex Tex) del mismo Tohō F. C. que Hyūga, "Jun Misugi" (Julian Ross o Andy Johnson) del Musashi F. C. (Mambo F. C.) y "Hikaru Matsuyama" (Phillip Callahan o Armand Callahan) del Furano F. C. (Flynet). Nankatsu (New Team o Niupi) conquista este campeonato y los tres siguientes ya en la escuela secundaria.

### Boys' Fight - Torneo Nacional de Secundarias
Tsubasa de 15 años compite como capitán del Nankatsu F. C. contra muchos de los que serían sus compañeros para el Campeonato Mundial Juvenil Sub-16. Entre sus rivales está Shun Nitta -llamado también David Silver- (Otomo), Makoto Soda -Guillermo- (Asuma), los hermanos Tachibana -Korioto- (Hanawa), Jito -Víctor Clifford- y Sano -Rigo- (Hirado), Matsuyama -Armand Callahan- (Furano) y Hyuga, Sawada -Ralph Mellow-, Wakashimazu -Tex Tex- y Sorimachi -John Michael Brayce- (Toho Academy). Tras un torneo que quizás ha sido el más sufrido para él - con el hombro y la pierna derecha lesionados - pudo superar todos sus desafíos y unido al estilo aprendido del libro de notas dejado por Roberto y su nuevo tiro el "Drive Shoot" (el tiro con chanfle), pudo obtener el V3 del Torneo nacional de Secundarias, empatando 4-4 con el Toho donde jugaba su más enconado rival, Steve Hyuga.

### J Boys' Challenge - Torneo Internacional Juvenil
Tsubasa y muchos de sus amigos y rivales son también parte del equipo que gana el Campeonato Mundial Sub-16 para Japón. Liderados por su entrenador Mikami, al inicio no es aceptado de vuelta por estar recuperándose de sus lesiones. Es solo cuando demuestra su habilidad y estar restablecido ante la selección de Italia (en un amistoso que se negaron a jugar) que Tsubasa es reelegido como capitán. Es ahí que se enfrentan a poderosas escuadras como Italia, Argentina y Francia, antes de la gran final contra Alemania y el "Kaiser" Karl Heinz Schneider. Tras obtener el triunfo por 3-2 ante dicha selección y a aprender a disfrutar el Fútbol junto con sus compañeros para alcanzar su sueño juntos, es que logra obtener viajar a Brasil, para hacerse un jugador profesional junto a Roberto Hongo. Entonces se va de Japón (le regala su balón favorito a Sanae prometiéndole que lo espere 3 años), y postula al equipo de Sao Paulo F. C. (“Brancos”) junto con Pepe, un chico pobre que conoció allá.

### Battle of World Youth
Tsubasa vuelve para un triangular contra la escuadra de Holanda, la cual derrota vergonzosamente a All Japan en sus 2 partidos y solo con él le devuelven la humillación 11-1. Paralelamente, su máximo rival en Brasil ha sido Carlos Santana del CR Flamengo. Tsubasa sigue volviendo cada cierto tiempo para jugar en el equipo Nacional de Japón (no participa del campamento de entrenamiento). En la Sub-19, es cuando conoce a Minato Gamo y su duro entrenamiento con sus compañeros sin los Top 7 (Hyuga, Tachibana, Jito, Misaki, etc.) que habían sido “reemplazados” por Real Japan 7 y entonces debe enfrentar las preliminares de Asia y se enfrenta a la dura Tailandia. Luego vuelven sus compañeros y se enfrentan a China y a Arabia Saudí. Es entonces que lograr entrar al World Youth o "Mundial Juvenil menores de 20 años" y se enfrentan con equipos fuertes como México, Uruguay, Suecia, Holanda y finalmente contra la poderosa Brasil y sus dos rivales Santana y Naturezza.

### Road to 2002 y Kaigai Gekito Hen en La Liga (2010)
Se narran en paralelo sus hazañas como miembro del "F. C. Cataluña" (F. C. Barcelona) y aspirar a lograr el nuevo “dueto dorado” con su rival “senior” y también amigo Rivaul. En ese equipo es el número 28, dado que es un jugador “junior”, aunque se gana el cariño rápidamente de sus compañeros. Logra ganar el Clásico contra el "F. C. San José" (Real Madrid).

### Golden 23 y Rising Sun
En las historias recientes tituladas Golden-23 y Rising Sun (Sol Naciente), Tsubasa juega de capitán para la Sub-22 (mientras él no está lo reemplaza Misaki), como representante de las Olimpiadas que se realizarán en Madrid.

## Familia
El padre de Tsubasa, Koudai Oozora, (“Michael”) trabaja como capitán marítimo y está en el mar la mayor parte del tiempo, por lo que él fue criado por su madre, Natsuko (“Maggie”). Sin embargo, él tiene un hermano menor, Daichi (quien nació justo después que él se fuera de Japón). Esto también explica su enorme cariño por Roberto Hongo, a quien él ve como un ídolo y más probablemente como la figura paterna de la que careció.
También Tsubasa tiene de pareja a Sanae Nakazawa (Patty en las versiones latinoamericana y española). Los dos se conocen desde niños cuando Tsubasa llegó a la ciudad y se enfrentó a Wakabayashi y Shutetsu, animándolo en todo momento e incluido cuando la lesión en el hombro de Tsubasa ante Hyuga y el Tohō F. C., se agrava. Posterior a la victoria de Japón sobre Alemania Occidental en el juventudes U-16 de Francia, en una pelea contra Kanda, Tsubasa le confiesa sus sentimientos antes de viajar a Brasil (apoyado por Kumi Sugimoto, otra chica que se enamoró de él) Su romance es complicado hasta que ella va a visitarlo a Sao Paulo antes que comiencen las clasificatorias asiáticas al mundial juvenil U-19 (World Youth Ven), ahí Tsubasa la sorprende pidiéndole matrimonio en el mismo estadio de Osaka después de vencer 3-2 a Brasil en la final del mundial. Se casan posterior a Road to 2002 y en Golden 23, Sanae espera un hijo al que Tsubasa con apoyo de Luikaal, Almieja, Fonseca, González y Grandios, lo ayudan a que le dedique el gol con el canto el arrullo (gesto que Bebeto que al parecer, en el mundial de USA '94 patentó). En “Rising Sun” se revela que ella tendrá gemelos y, al Tsubasa viajar para las Olimpiadas, Sanae se queda con su suegra Natsuko y con su mamá para que la asistan. La fecha de nacimiento de los gemelos está estimada el mismo día de la final de los Juegos Olímpicos.

## Equipos manga y anime

### Clubes
| Club                       | País   | Etapa                 | Dorsal     |
| -------------------------- | ------ | --------------------- | ---------- |
| Nankatsu S.C.              | Japón  | Shoogaku (6-12 años)  | "10"       |
| Secundaria Nankatsu        | Japón  | Chuugaku (12-15 años) | "10"       |
| F. C. Brancos (São Paulo)  | Brasil | Profesional           | "18"; "10" |
| F. C. Cataluña (Barcelona) | España | Profesional           | "28"       |

### Selecciones
| Selección                 | País  | Categoría           | Dorsal |
| ------------------------- | ----- | ------------------- | ------ |
| Japón Jr. (solo anime)    | Japón | Sub-13              | "10"   |
| Japón Sub-14 (solo anime) | Japón | Sub-14              | "10"   |
| Japón Sub-16              | Japón | Sub-16              | "10"   |
| Japón Sub-20              | Japón | Sub-20              | "10"   |
| Japón Olímpica            | Japón | Sub-22 (solo manga) | "10"   |
| Japón (absoluta)          | Japón | Absoluta            | "10"   |

## Equipos Videojuegos de Tecmo
La desarrolladora de videojuegos japonesa Tecmo lanzó cinco videojuegos para las consolas de Famicom y Super Famicom exclusivos en Japón, que relatan una historia paralela al manga y el anime a partir del la segunda entrega, por lo cual Tsubasa (Oliver) y sus compañeros de historia jugaron en diferentes clubes.

### Clubes
| Club                | País   | Videojuego        |
| ------------------- | ------ | ----------------- |
| Secundaria Nankatsu | Japón  | Captain Tsubasa   |
| Sao Paulo Jr.       | Brasil | Captain Tsubasa 2 |
| Sao Paulo Juvenil   | Brasil | Captain Tsubasa 3 |
| Sao Paulo F. C.     | Brasil | Captain Tsubasa 4 |
| Escueto Japón       | Japón  | Captain Tsubasa 4 |
| U. S. Lecce         | Italia | Captain Tsubasa 5 |

### Selecciones
| Selección      | País   | Videojuego        |
| -------------- | ------ | ----------------- |
| Japón Jr.      | Japón  | Captain Tsubasa   |
| Japón Jr.      | Japón  | Captain Tsubasa 2 |
| Japón Juvenil  | Japón  | Captain Tsubasa 3 |
| Brasil Latina  | Brasil | Captain Tsubasa 4 |
| Japón Absoluta | Japón  | Captain Tsubasa 4 |
| Japón Absoluta | Japón  | Captain Tsubasa 5 |

## Rivales
En Japón
- Genzo Wakabayashi (若林 源三, ‘Genzo Wakabayashi’?) / Benji Price
- Kojiro Hyuga (日向　小次郎, ‘Hyūga Kojirō’?) / Mark Lenders (Europa) - Steve Hyuga (América Latina)
- Ken Wakashimazu (若島津 健, ‘Ken Wakashimazu’?) / Ed Warner (Europa) - Richard Tex Tex (América Latina)
- Hikaru Matsuyama (松山　光, ‘Matsuyama Hikaru’?) / Philip Callahan - Armand Callahan (América Latina)
- Jun Misugi (三杉 淳, ‘Misugi Jun’?) / Julian Ross (Europa) - Andy Johnson (América Latina)
- Takeshi Sawada (沢田　タケシ, ‘Sawada Takeshi’?) / Danny Mellow (Europa) - Ralph Mellow (América Latina)
- Hiroshi Jito (次藤　洋, ‘Jitō Hiroshi’?) / Clifford Yuma(Europa) - Victor Hiroshi-Clifford (América Latina)
- Shingo Aoi (葵　新伍, ‘Aoi Shingo’?) / Terry*Rob Denton (Europa) - Aoi Shingo (América Latina)

En el resto del mundo
- Carlos Santana (C. R. Flamengo, Valencia F. C.)
- Naturezza (Sub-19 Brasil, Real Madrid)
- Rivaul (Barcelona F. C., Equipo Mundial de Brasil ("solo anime")